# Kasepää
Kasepää (em estoniano:  Kasepää vald) é um município rural estoniano localizado na região de Jõgevamaa.